# Schnathorst
Schnathorst ist eine Ortschaft am Südhang des Wiehengebirges mit rund 2700 Einwohnern. Sie wurde im Rahmen der kommunalen Neugliederung Nordrhein-Westfalens im Jahre 1973 ein Ortsteil der Gemeinde Hüllhorst im Kreis Minden-Lübbecke.

## Geografie

### Räumliche Lage
Schnathorst liegt am Südhang des Wiehengebirges, dessen Gebirgskamm die Nordgrenze darstellt,
im Ravensberger Hügelland. Bis zum Mittelzentrum Minden sind es 25 Kilometer, bis zum nächstgelegenen Oberzentrum Bielefeld 35 Kilometer.
Die höchste Erhebung ist der Schnathorster Berg mit 247 m ü. NHN, die tiefste Niederung befindet sich am Schnathorster Bach an der Grenze zu Tengern und liegt auf 70 m ü. NHN. Die Kirche liegt auf 115 m ü. NHN.
Zu Schnathorst gehört auch der Ortsteil Struckhof.

### Nachbarortschaften
Schnathorst grenzt an folgende Ortschaften, Gemeinden und Städte (im Uhrzeigersinn, beginnend im Norden):
Nettelstedt (Stadt Lübbecke), Oberlübbe (Gemeinde Hille), Wulferdingsen (Stadt Bad Oeynhausen), Bröderhausen, Tengern und Holsen (Gemeinde Hüllhorst).

## Geschichte

### Bedeutung des Ortsnamens
Der Name des Ortes setzt sich aus den Teilen Schnat und Horst zusammen.
- Schnat = plattdeutsch = Grenze.

Nicht in Form einer Linie, sondern eine natürliche Grenze. Hier ein mehr oder weniger breiter Streifen Wald oder Ödland (siehe auch: Schnatgang).
- Horst = bewaldete Anhöhe, in diesem Fall wohl der Kamm des Wiehengebirges (vergleiche auch: Horst).

Frei übersetzt bedeutet Schnathorst also „Grenzwald“, wobei die unterschiedlichen Interpretationen im Auge behalten werden sollten.

### Erste urkundliche Erwähnung 1244
Im Jahre 1244 wird in einer Urkunde die Belehnung einer Hufe im lippischen Amte Schötmar unter anderem von einem Richardus de Snathorst bezeugt. Dieser hatte den gesellschaftlichen Rang eines Ministerialien und besaß leihweise ein Besitztum im Amte Snathorst, nach dessen Namen er sich benannte. Angaben zum Ort und Struktur des Ortes sind nicht übermittelt, aus der Stellung des Richardus lässt sich aber ableiten, dass es sich um einen Meierhof gehandelt haben dürfte, dem weitere Hufe zugeordnet waren (siehe auch Villikation).

### Ende des Mittelalters 1300–1500
Im Jahre 1330 gelangt Schnathorst als bischöfliches Lehen in den Besitz des Adligen Johann von Lübbecke und wird im Jahre 1464 vom Bischof an die Brüder von Grapendorf verpfändet. Diese veräußerten es im 1490 an das Domkapitel. Aus der Zeit um 1550 gibt es eine Aufstellung der Abgaben an das Kapitel aus der sich die Verhältnisse jener Zeit sehr gut ablesen lassen. Schnathorst war seit jener Zeit Sitz einer Vogtei im mindischen Amt Reineberg.

### Das Urbar 1600
1645/1646, zur Zeit des zu Ende gehenden Dreißigjährigen Krieges, befindet sich das Fürstentum Minden unter schwedischer Besatzung. Da die Schweden glauben, das Fürstentum auch nach einem Friedensschluss behalten zu können, beginnen sie zu dieser Zeit eine Grundlage für die zukünftige Verwaltung zu schaffen und erheben das Urbar des Amtes Reineberg. Diese „Hofzählung“ ist das erste vollständige Verzeichnis des Ortes Schnathorst. Detailliert wird Name, Größe und Art der Hofstelle, Abhängigkeiten und zu leistenden Abgaben, sowie die bewirtschafteten Ackerflächen aufgelistet. Es gibt 28 Hofstellen, auf denen circa 160 Personen leben. Als Besonderheit ist zu vermerken das 16 der Höfe dem Domkapitel gehören und nur vier dem Landesherren (Amt Reineberg). Die übrigen Stätten sind der Pfarrkirche zugeordnet.

### Die französische Besatzung 1800
1807 wird das Amt Reineberg aufgelöst und Schnathorst in den nach französischem Vorbild neu gegründeten Kanton Reineberg des napoleonischen Satellitenstaats Königreich Westphalen integriert. Von 1810 bis 1813 gehört Schnathorst sogar direkt zum französischen Kaiserreich und ist Sitz der Mairie (Bürgermeisterei) Schnathorst im Kanton Quernheim des Arrondissements Minden im Departement der Oberen Ems.
Nach dem Ende der französischen Herrschaft im Jahre 1813 und der darauffolgenden Neuordnung wird Schnathorst 1816 dem Kreis Bünde zugeordnet und nach dessen Auflösung  im Jahre 1832 kommt der Ort zum Kreis Lübbecke.
1843 wird mit der Einführung der westfälischen Landgemeindeordnung das Amt Schnathorst eingerichtet. Es umfasst die Gemeinden Schnathorst, Tengern, Holsen, Bröderhausen, Hüllhorst, Ahlsen-Reineberg, Büttendorf und Oberbauernschaft. Das Amt hat zu dieser Zeit 4940 Einwohner, davon 654 in der Gemeinde Schnathorst. Das Amt Schnathorst wird Ende der 1860er Jahre in Amt Hüllhorst umbenannt.
1856 wird mit Inkrafttreten der Gemeinde-Ordnung für den Preußischen Staat die kommunale Selbstverwaltung eingeführt, die jeden selbständigen männlichen Bürger zur Teilnahme an öffentlichen Geschäften berechtigte. Es gab einen gewählten Gemeinderat und einen Gemeindevorsteher. Diese Ordnung hatte (mit einigen Änderungen) bis 1933 bestand.

### Anfang 1900

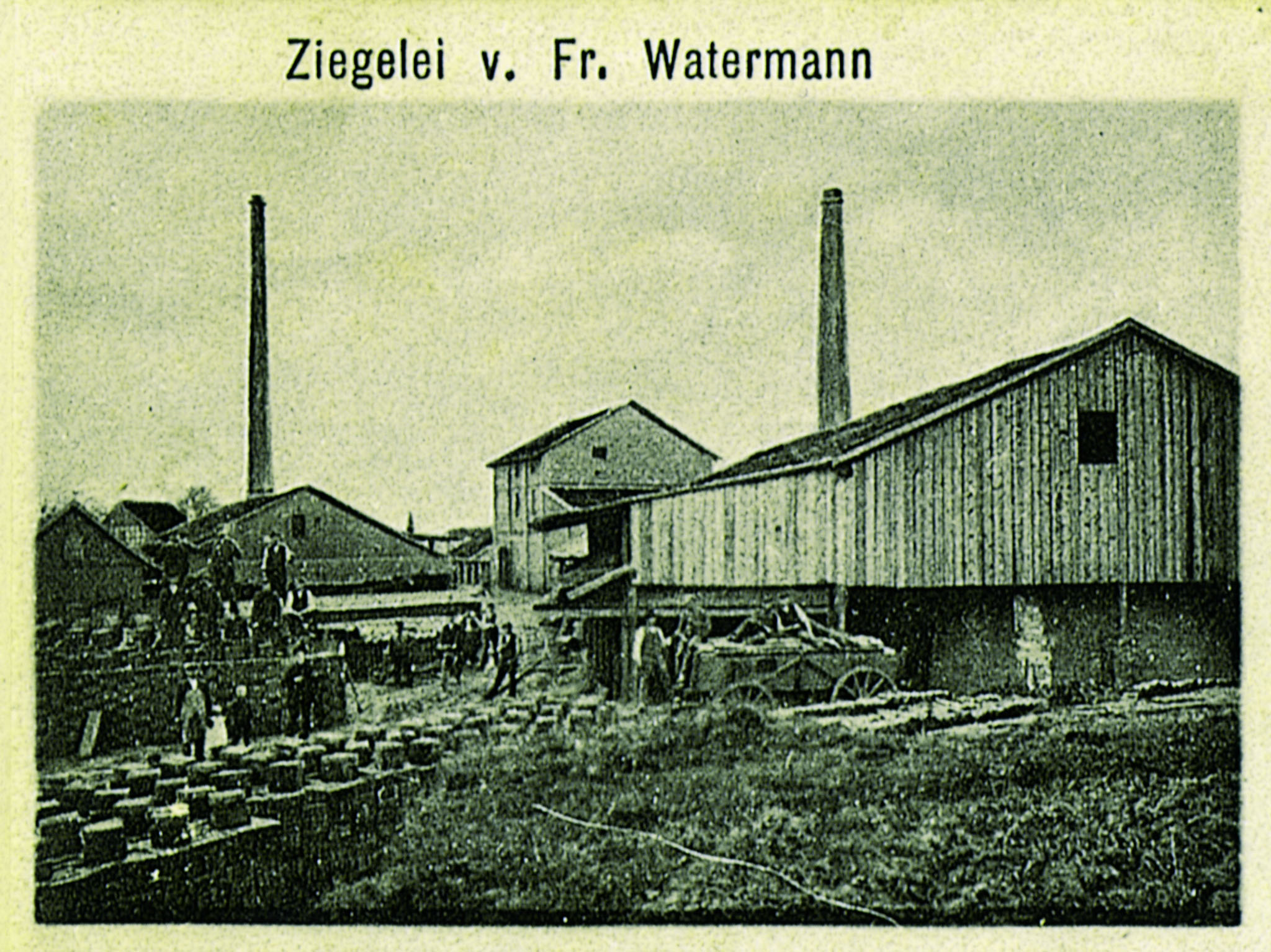
Ziegelei um 1900 Struckhof
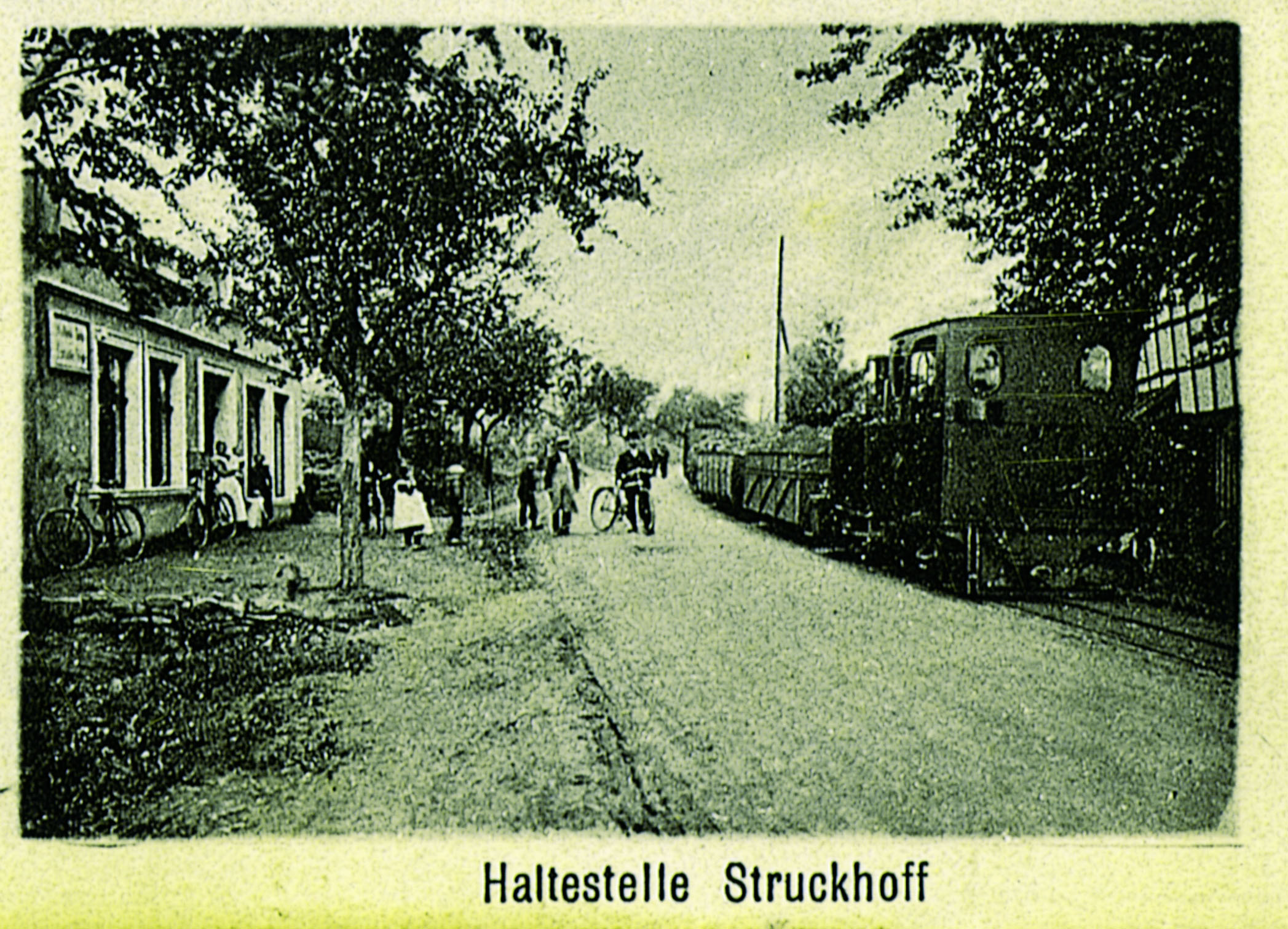
Wallückebahn um 1900 Struckhof
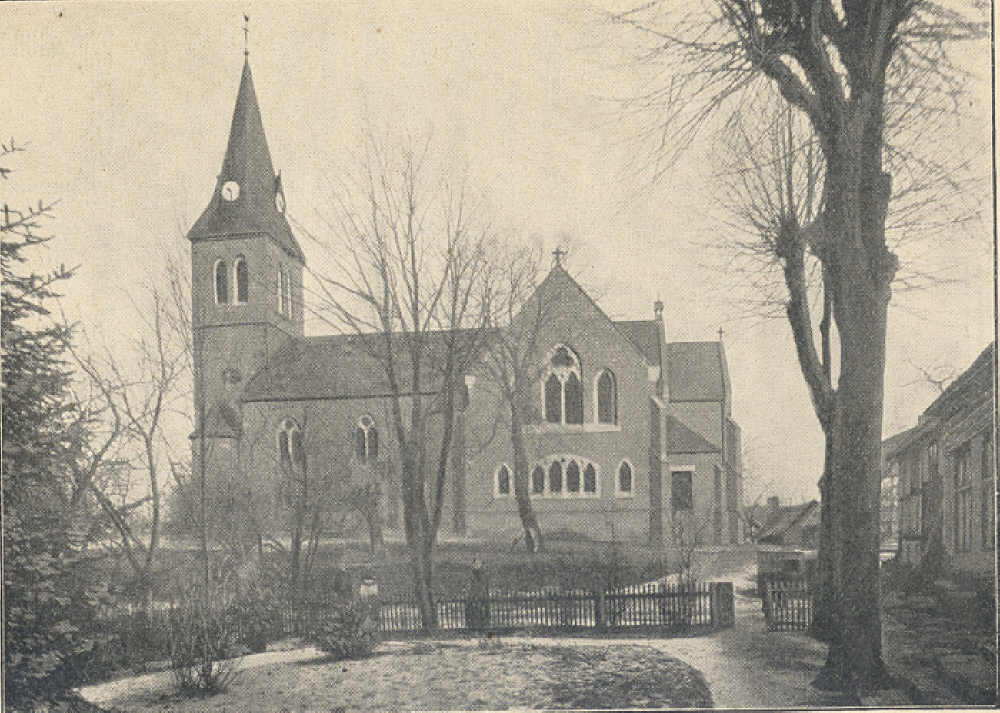
Kirche um 1907

### Der Nationalsozialismus und der Zweite Weltkrieg
Mit dem Gleichschaltungsgesetz von 1933 werden sämtliche kommunalen Ämter und Gemeindevertretungen aufgelöst. Heinrich Hagemann wird Gemeindevorsteher (Gemeindeschulze). Es werden 1148 Einwohner gezählt.

### Die Nachkriegszeit 1945–1990
Von der britischen Militärregierung wird nach Ende des Krieges der schon von 1921 bis 1933 amtierende Vorsteher Wilhelm Huchzermeier als Bürgermeister eingesetzt. Bei den ersten Kommunalwahlen 1948 wurde er wegen Stimmengleichheit im Gemeindeparlament per Losentscheid für weitere vier Jahre bis 1952 im Amt bestätigt.
Von 1952 bis 1972 lenkte dann Hermann Bode die Geschicke der Gemeinde die bis dahin auf 1723 Personen angewachsen war.
Von 1953 bis 1972 verfügte Schnathorst über ein eigenes Segelfluggelände, welches aufgrund gesetzlicher Bestimmungen geschlossen wurde. Die zugehörige Flugzeughalle an der Straße „Am Berge“ steht noch heute.
Am 6. April 1970 stimmen die neun Gemeinden des Amtes Hüllhorst für die Bildung einer Großgemeinde. Mit weiterem Beschluss vom 30. August 1971 erhält die neue Gemeinde per 1. Januar 1973 den Namen Hüllhorst.
Das Jahr 1994 war der Anlass und Zeitpunkt einer gutbesuchten 750-Jahr-Feier im Dorfkern.

### Bevölkerungsentwicklung

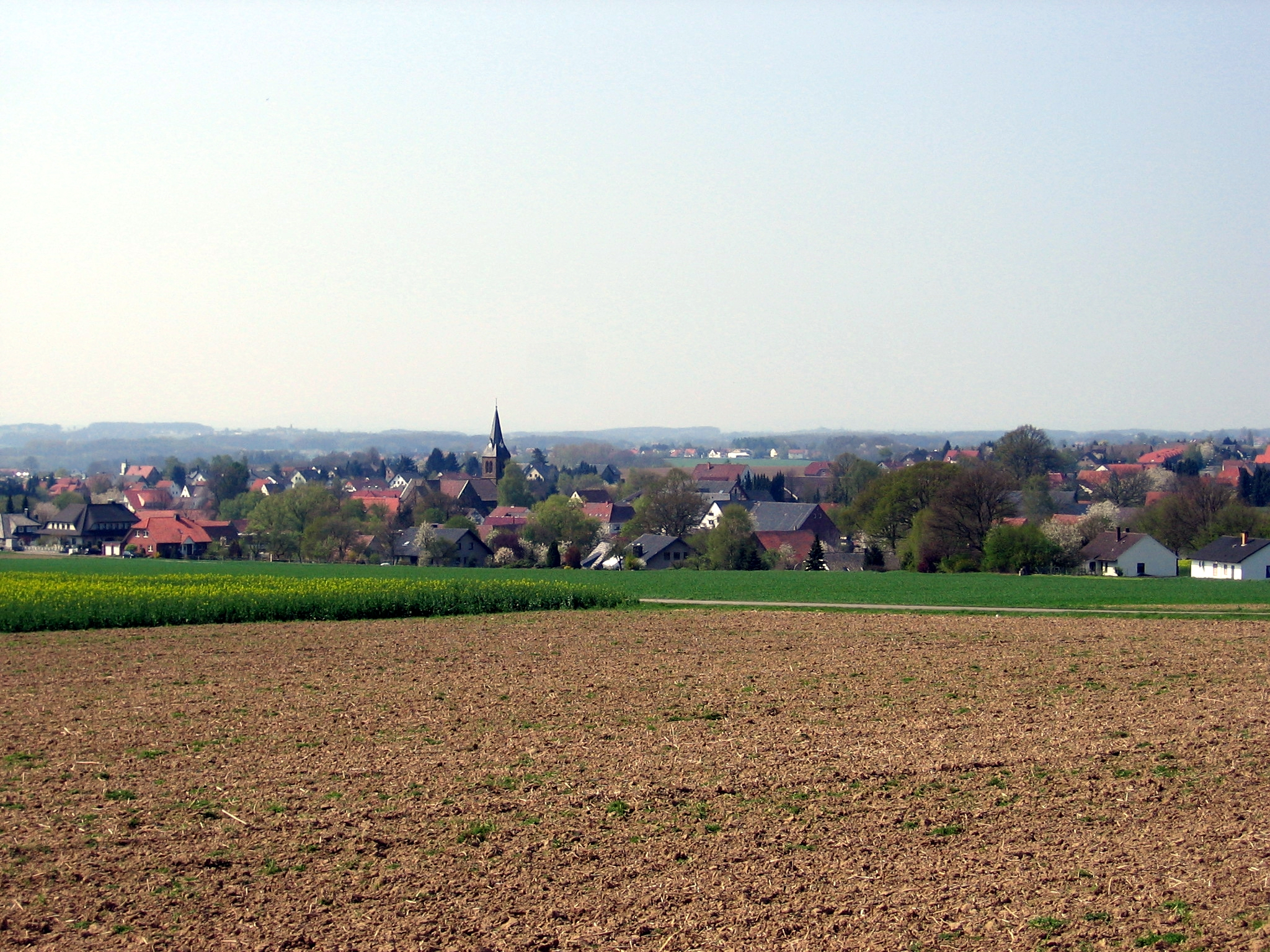
Ortsansicht vom Wiehengebirge im Bereich des ehemaligen Segelfluggeländes

| Jahr | Monat/Tag     | Einwohner |
| ---- | ------------- | --------- |
| 1646 |               | ca. 160   |
| 1871 | 1. Dezember   | 582       |
| 1905 | 1. Dezember   | 928       |
| 1950 | 13. September | 1572      |
| 1961 | 6. Juni       | 1887      |
| 1970 | 27. Mai       | 2049      |
| 1972 | 31. Dezember  | 2041      |
| 1979 | 31. Dezember  | 2051      |
| 2005 | 31. Dezember  | 2814      |
| 2019 | 31. Dezember  | 2716      |

Quelle:

### Wirtschaftliche Entwicklung
Die Haupterwerbsquelle der Bevölkerung von Schnathorst war von je her die Landwirtschaft. Viehhaltung wurde größtenteils nur zum Eigenbedarf betrieben, Waldbewirtschaftung gab es so gut wie keine. Angebaut wurden Weizen, Hafer, Erbsen und Rüben, später auch Kartoffeln. Da es aber an geeigneten Anbaumethoden (Fruchtwechsel, 4-Felder Wirtschaft) sowie Dünger fehlte, waren die Erträge häufig dürftig.
Bis zur Mitte des 19. Jahrhunderts lebte ein Großteil der Bevölkerung außerdem vom Flachsanbau, sowie der Weiterverarbeitung zu Leinen durch Spinnen und Weben in Heimarbeit. Erst diese körperlich schwere Arbeit sicherte vielen der Einwohner zusammen mit der Landwirtschaft ein erträgliches Auskommen.
Mit Aufkommen der maschinellen Garnherstellung und Verarbeitung (Ravensberger Spinnerei) und der Einfuhr günstiger Alternativprodukte wie Baumwolle, war die handwerkliche Verarbeitung praktisch über Nacht nicht mehr konkurrenzfähig. Wegen der ungünstigen Verkehrsanbindung konnte sich eine industrielle Herstellung in dieser Gegend nicht etablieren.
Alternative Arbeitsmöglichkeiten gab es in dieser Zeit wenige, die Bevölkerung verarmte zusehends, Missernten taten ihr Übriges. Viele Einwohner nahmen das zum Anlass und wanderten nach Amerika oder in die Preußische Provinz Posen aus.
Zum Ende des 19. Jahrhunderts bot sich dann mit der aufkommenden Zigarrenherstellung eine ausgezeichnete Haupt- oder Nebenerwerbsquelle. Diese Arbeiten konnten wieder in Heimarbeit durchgeführt werden und waren relativ leicht zu erlernen. Bald darauf entstanden schon die ersten Zigarrenfabriken (Nebenstellen der großen Bünder Hersteller) auch in Schnathorst.
Hervorgegangen aus Zulieferern der Zigarrenindustrie etablierten sich langsam Betriebe der Holzbearbeitung und des Maschinenbaus. Außerdem entwickelte sich die Tonindustrie und sorgte für Arbeitsplätze.
Durch das Verbot von Wickelmaschinen in der Zigarrenherstellung konnte sich dieser Industriezweig bis in die 1950er Jahre halten, nachlassende Nachfrage bedingt durch den Erfolg der Zigarette führte dann aber zu einem raschen Niedergang.
Heute spielt die Landwirtschaft nur noch eine untergeordnete Rolle.

## Politik

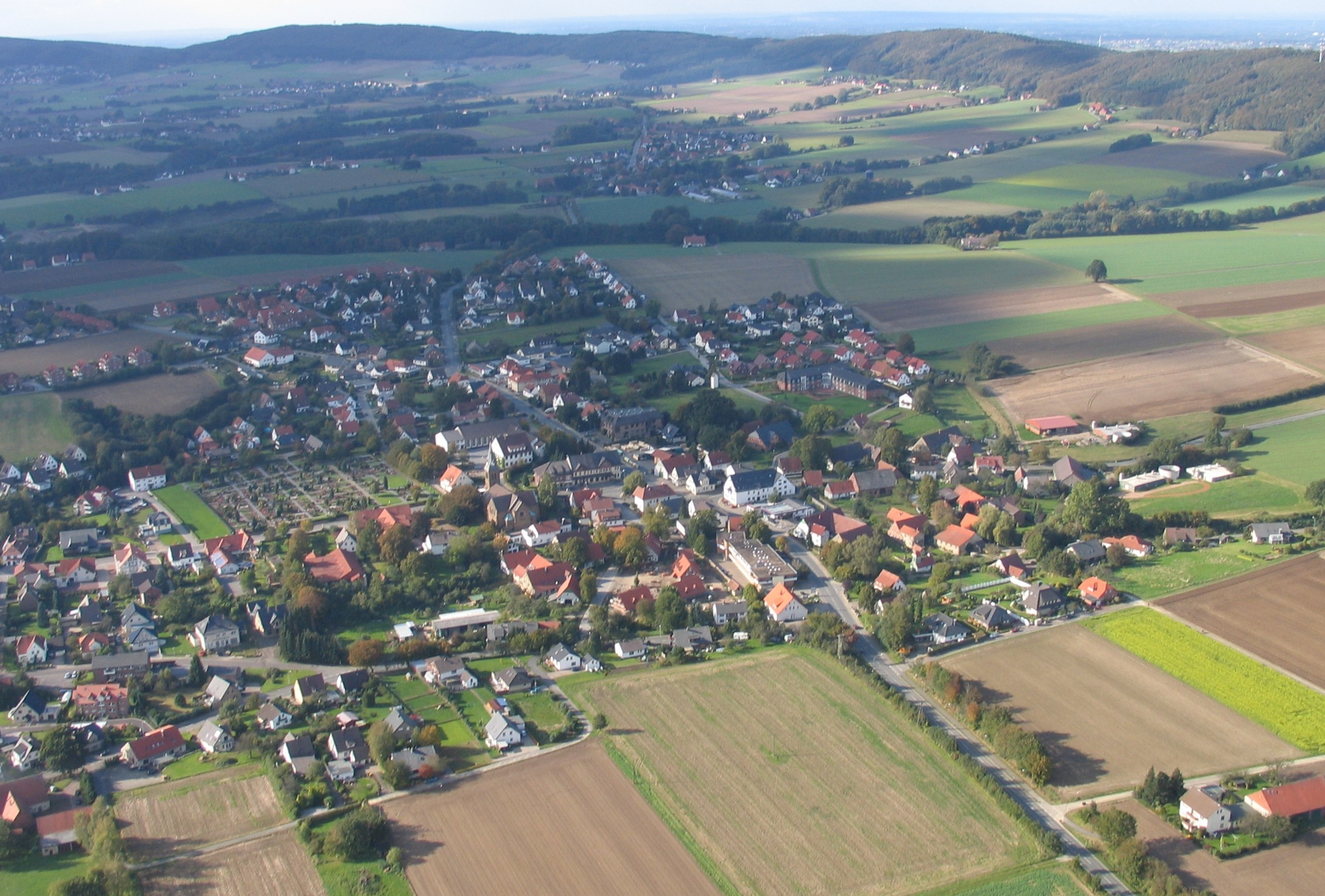
Luftbild von Schnathorst 2004

Ergebnisse der Kommunalwahl vom 13. September 2020. Wahlbeteiligung 60,4 % (Quelle: KRZ):
| Partei                     | Stimmen | Prozent |
| CDU                        | 469     | 038,54  |
| SPD                        | 349     | 028,68  |
| Grüne                      | 178     | 014,63  |
| FWG UHu                    | 120     | 09,86   |
| AFD                        | 48      | 03,94   |
| Einzelbewerber Halstenberg | 29      | 02,38   |
| FDP                        | 24      | 01,97   |
| Gesamt                     | 1217    | 0100    |

## Kultur und Sehenswürdigkeiten

### Bauwerke
- Alte Watermannsche Ziegelei Struckhof 1891–1914. Zu sehen sind nur noch Reste des Maschinenhauses sowie das Fabrikantenwohnhaus. Weiterhin sind die Tonabbaugebiete (Kuhlen) in der näheren Umgebung noch sehr gut auszumachen. Hier befand sich auch eine Haltestelle der Wallückebahn (1897–1937), von der in Schnathorst noch das alte Bahnhofsgebäude und die Straße „Am Bahnhof“ zeugen.
- Evangelische Kirche von 1901/02. Die alte Kirche sollte Anfang des 20. Jahrhunderts eigentlich nur renoviert und umgebaut werden. Dabei stellte sich heraus, dass sie extrem baufällig war. So entschied der damals amtierende Pfarrer praktisch im Alleingang den Bau einer neuen Kirche. Die Schnathorster Kirche ist die größte Dorfkirche des Altkreises Lübbecke.
- Feuerwehrhaus im Lübber Siek von 1914 mit Steiger- und Trockenturm, sowie einer Arrestzelle.
- Historischer Ortskern mit restaurierten Fachwerkhäusern
- Holländerwindmühle Struckhof

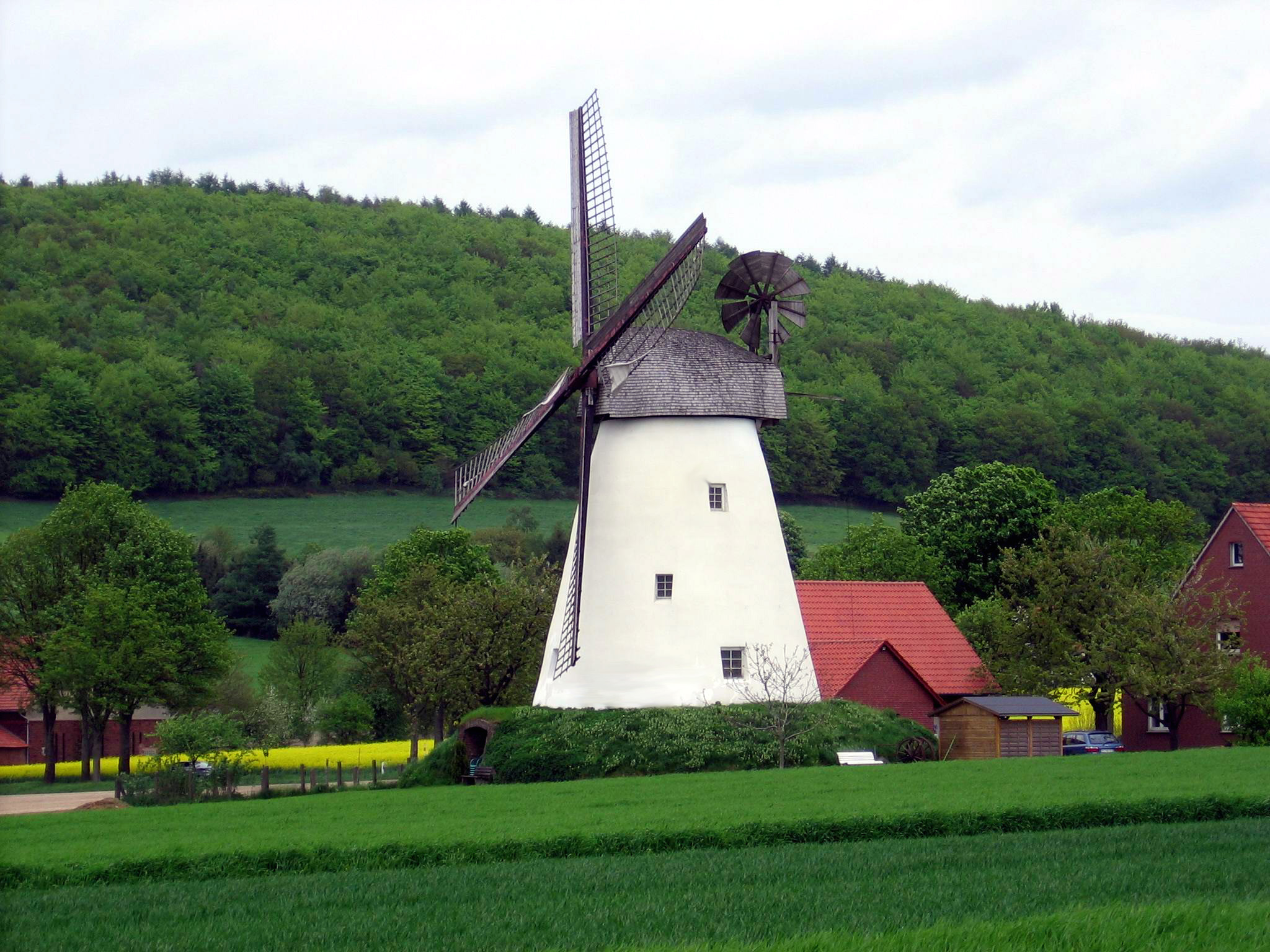
Holländerwindmühle
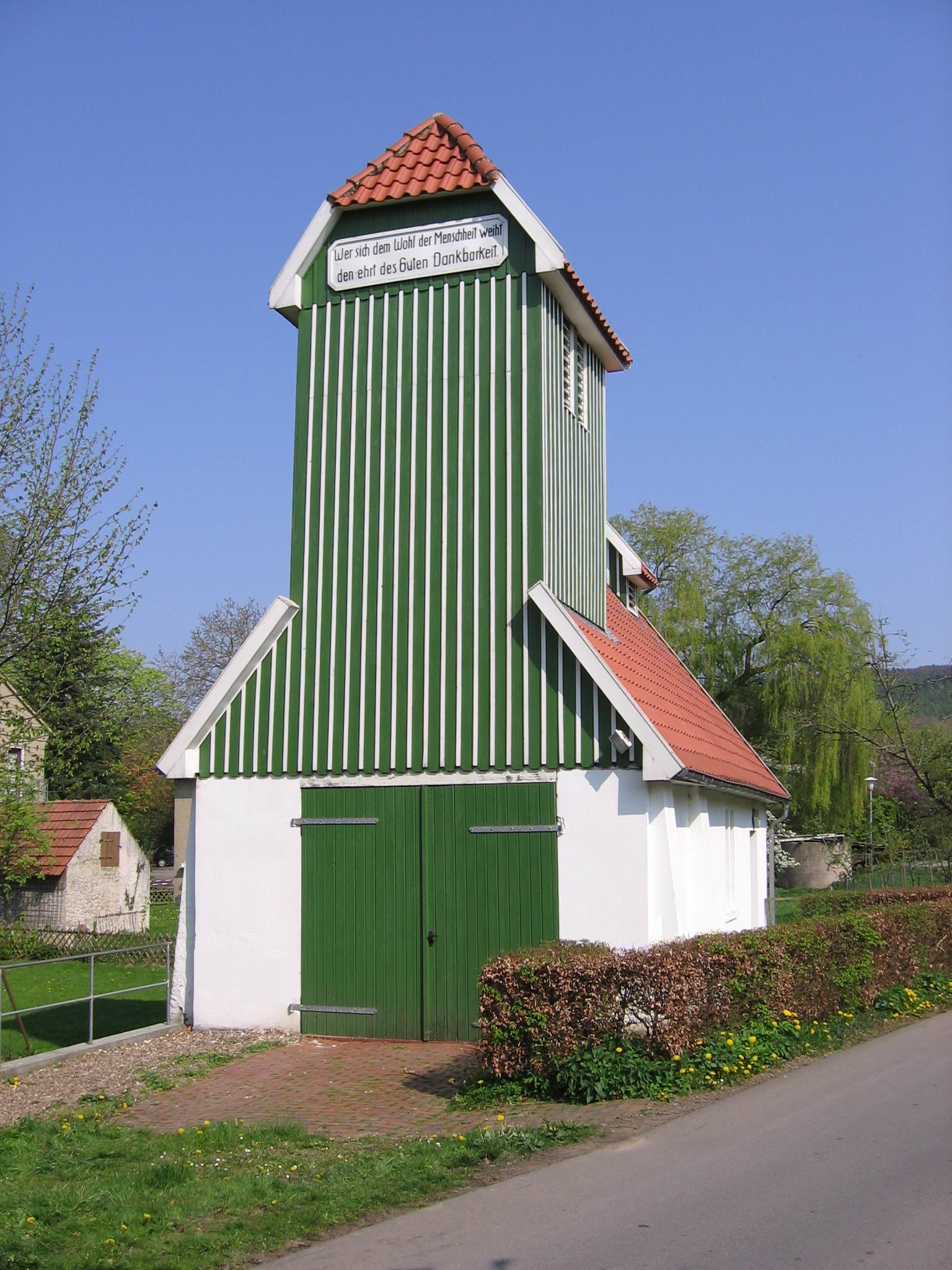
Feuerwehrhaus
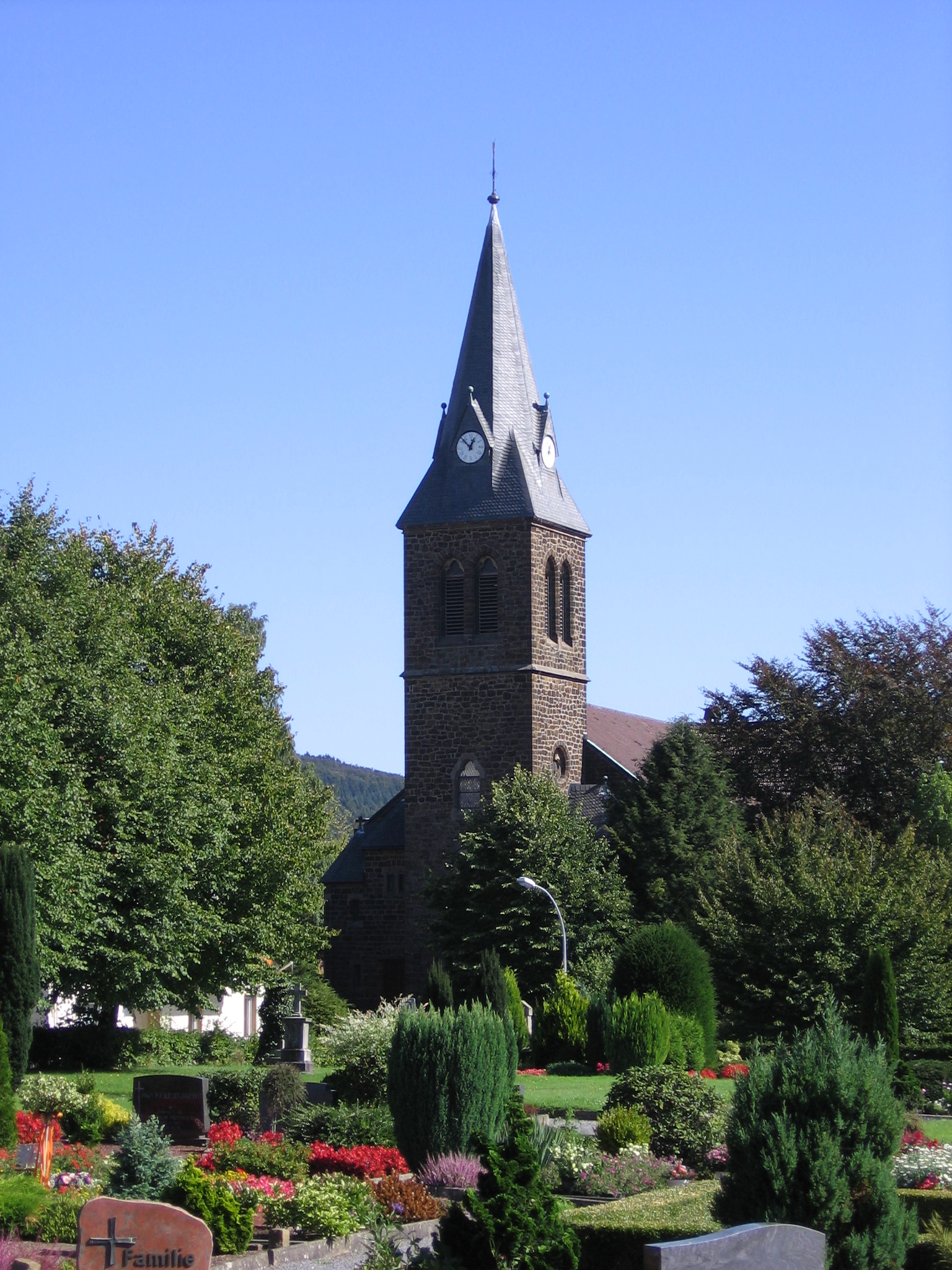
Dorfkirche
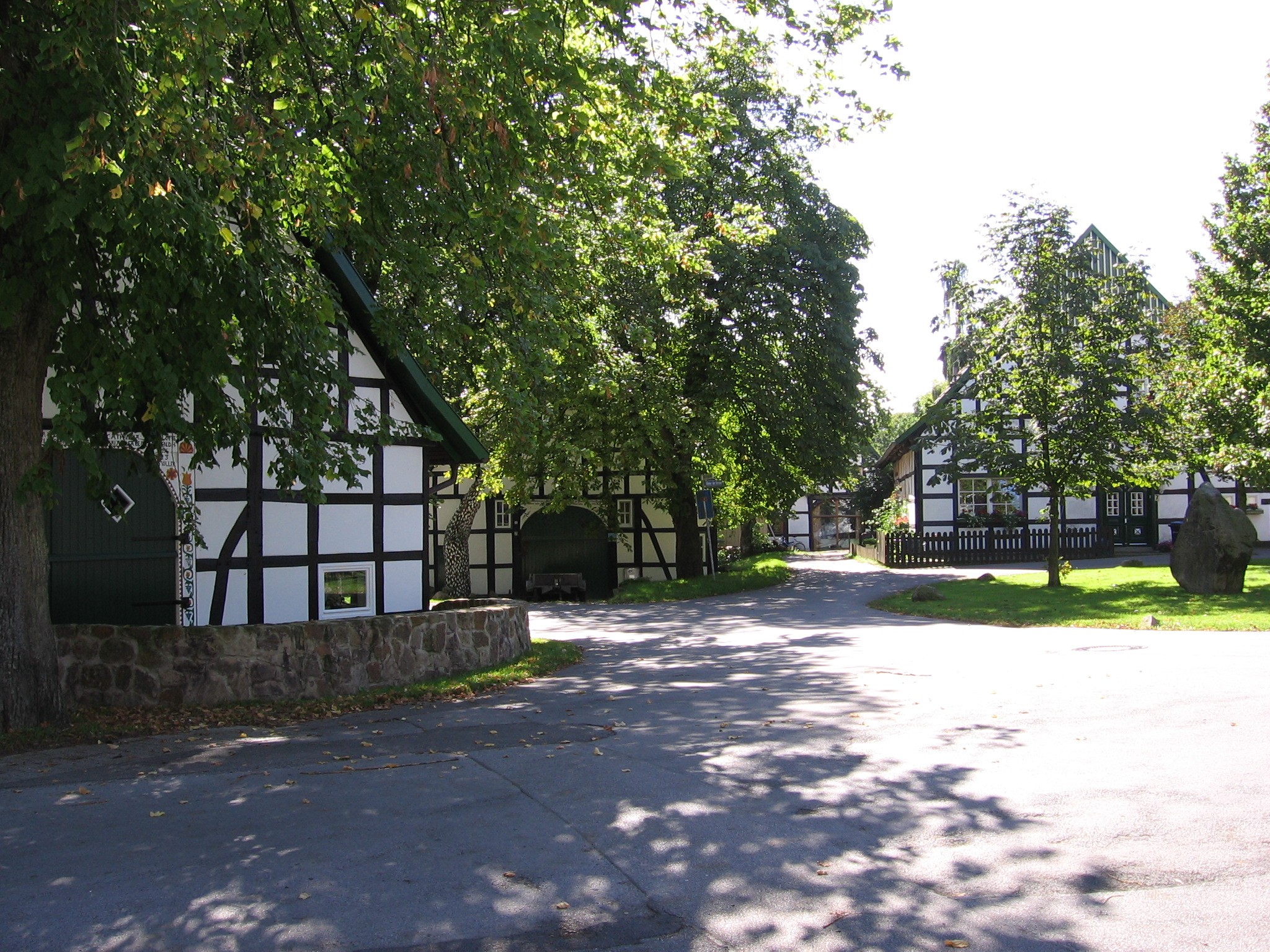
Historischer Ortskern

### Denkmäler
Das Kriegerdenkmal nördlich der Kirche trägt die Namen der Gefallenen des Ersten Weltkrieges aus Bröderhausen, Holsen, Huchzen, Schnathorst und Tengern.

### Museen
Spielzeugmuseum Schnathorst: Auf 250 m² zeigt das 1997 eröffnete Museum etwa 500 Puppen, Puppenstuben und Zubehör, sowie über 1200 Autos, Blechspielzeug, Dampfmaschinen und Eisenbahnen, Bilderbücher und Spiele aus der Zeit 1830 bis 1975.
Viele Bilder und weitere Informationen über Schnathorst finden sich auch im Heimatmuseum Hüllhorst.

### Musik
Seit 1894 prägt der Posaunenchor Schnathorst besonders das kirchliche Leben, zusammen mit dem Posaunenchor Tengern, der sich 1909 gründete. Im Jahr 1958 wurde das Schnathorster Blasorchester gegründet, welches bei regionalen und internationalen Auftritten auch im Radio und Fernsehen Erfolge feiert. Die Chorgemeinschaft „Am Wiehen“ macht überwiegend Chormusik ohne Instrumente.

### Natur und Freizeit
Auf dem bewaldeten Kamm des Wiehengebirges im Norden lädt der Wittekindsweg zum Wandern ein, welcher über 95 Kilometer von der Porta Westfalica im Osten bis nach Osnabrück im Westen reicht.
Schnathorst ist mit seiner Windmühle Struckhof an den Radrundweg Mühlenroute angeschlossen.

### Religion
Das Schnathorster Gebiet ist seit der Christianisierung christlich geprägt, heute vornehmlich durch die evangelisch-lutherische Kirchengemeinde. Die Kirchengemeinde ist in zwei Pfarrbezirke unterteilt, Pfarrbezirk 1 mit Holsen und Schnathorst sowie Pfarrbezirk 2 mit Tengern, Bröderhausen und Huchzen.
Durch die Zuwanderung nach dem Zweiten Weltkrieg leben heute auch Muslime, Katholiken und Anhänger anderer christlicher Konfessionen in Schnathorst.

### Sport

#### Sportanlagen
- DFB-Mini-Spielfeld, Am Bahnhof
- Lehrschwimmbecken an der Grundschule
- Sportplatz, Am Bahnhof
- Tennenplatz, Am Bahnhof
- 2 Tennisplätze Schnathorster Holz
- Turnhalle an der Grundschule

#### Sportarten
Fußball spielt man in Schnathorst organisiert in der Fußballabteilung des Sportverein Schnathorst 1925 e. V. (kurz: SV Schnathorst oder SVS). Handball wird bei der HSG Hüllhorst gespielt, bei der Spielgemeinschaft handelt es sich um einen Zusammenschluss der Handballabteilungen des SV Oberbauerschaft und des SV Schnathorst. Bei den Mühlenfliegern des SV Schnathorst wird an der Windmühle Struckhof Gleitschirmfliegen betrieben und kann auch von Laien als Tandemflug erlebt werden. Dienstags wird seit 1948 Schach beim Schachclub „Springer“ im Dorfgemeinschaftshaus angeboten.
Weitere: Schwimmen, Sportschießen, Tennis, Turnen

### Veranstaltungen

#### Regelmäßige Veranstaltungen
Die Windmühle Struckhof hat mit ihren Mühlenöffnungstagen von April bis September im Rahmen der Westfälischen Mühlenstraße geöffnet. Bei Flugwetter kann man dort auch Gleitschirmflieger und Hängegleiter beim Windenstart und anschließenden Gleitflug beobachten. Tandemflüge sind möglich.
Am Vorabend des Tags der deutschen Einheit wird der Gemeinschaftsbaum dann im Rahmen des Herbst-TREFF und Oktoberfests der Vereinsgemeinschaft wieder eingeholt.
Im Oktober veranstaltet der SC „Springer“ die „Herbst-Open“ (Schnellschachturnier) im Dorfgemeinschaftshaus.
In der zweiten Dezemberwoche hat sich mittlerweile der gutbesuchte Weihnachtsmarkt, am Samstag an der Schule, in der Dorfkultur etabliert.

#### Veranstaltungsorte
- Dorfgemeinschaftshaus, Am Bahnhof
- Gemeindehaus der evangelisch-lutherischen Kirchengemeinde
- Windmühle Struckhof

### Vereine

Logo Heimatverein Schnathorst

In Schnathorst gibt es eine Vielzahl an Vereinen.

## Wirtschaft und Infrastruktur
Schnathorst vereint aufgrund seiner Entwicklung unterschiedliche Wirtschaftszweige, wodurch seine wirtschaftliche Lage nicht an die einzelner Branchen gekoppelt ist. Es existieren unter anderem verschiedene dienstleistende Gewerbe, Möbelindustrie, Maschinenbau, Unternehmen der Holz- und Metallverarbeitung, des Baugewerbes, sowie der Informatik-Branche.

### Ansässige Unternehmen
- Wortmann AG (660 Beschäftigte, IT-Unternehmen)

### Bildung
Schnathorst hat eine Grundschule, die im Jahre 1960 um eine Turnhalle und ein Lehrschwimmbecken erweitert wurde, sowie einen evangelischen Kindergarten. Beide öffentlichen Einrichtungen werden gemeinsam mit Kindern aus dem Nachbarort Holsen genutzt. Weiterführende Schulen befinden sich in Hüllhorst, Bad Oeynhausen, Minden, Lübbecke und Löhne.

### Verkehr

#### Straßen
Der Ort wird von zwei Landesstraßen und einer Kreisstraße durchzogen. Die L 876 führt von Rothenuffeln in Ost-West-Richtung nach Hüllhorst, die L 803 von Nettelstedt in Nord-Süd-Richtung nach Tengern. Die K 27 führt von Ahlsen in West-Ost-Richtung nach Dehme.

#### Busverkehr
Des Weiteren ist Schnathorst durch Buslinien der BVO Busverkehr Ostwestfalen GmbH an den öffentlichen Personennahverkehr in die Richtungen Bad Oeynhausen, Löhne und Lübbecke angeschlossen.

### Wasser
Die Wasserversorgung ist über das Wasserwerk der Gemeinde Hüllhorst organisiert, das Wasser wird aus dem Urstromtal der Weser im Ortsteil Südhemmern der Gemeinde Hille gefördert. Die Abwasserentsorgung erfolgt durch die Kläranlage Tengern.

## Persönlichkeiten
- Johann Heinrich Volkening (1796–1877), evangelischer Pfarrer in Schnathorst von 1822 bis 1827, bedeutender Vertreter der Erweckungsbewegung
- Hermann Struckmeier (1920–2009), Landrat von 1969 bis 1984
- Siegbert Wortmann (* 1955), Computerpionier, Unternehmer
- Lieselore Curländer (* 1956), Kommunalpolitikerin und Landrätin von 2003 bis 2009